# Théorème de Schur
Pour d'autres théorèmes de Schur, voir Issai Schur.
En mathématiques, il existe plusieurs théorèmes de Schur.

## Enthéorie de Ramsey
Un théorème de Schur garantit qu'il n'existe pas de partition finie de l'ensemble des entiers strictement positifs par des sous-ensembles sans somme. Il est généralisé par le théorème de Folkman.
Concrètement,, si l'on attribue une couleur à chaque entier d'un même sous-ensemble de la partition, il existe trois entiers x, y, z de même couleur (avec x et y non nécessairement distincts) tels que x + y = z.
Plus précisément, si c est le nombre de couleurs utilisées, il existe un plus petit entier S(c), appelé nombre de Schur, tel que l'ensemble fini {1, ..., S(c)} ne puisse pas être partitionné en c ensembles sans sommes (on appelle parfois plutôt « nombre de Schur » l'entier s(c) = S(c) – 1, c'est-à-dire le plus grand entier tel que {1, ..., s(c)} puisse être partitionné en c ensembles sans sommes). En 2025 on ne connaît la valeur de S(c) que pour c = 1, 2, 3, 4 et 5 : 0, 5, 14, 45 et 161.

### Casc= 2
Montrons que S(2) = 5.
- Il existe une partition et une seule de {1, … ,4} en deux parties dont aucune ne contient trois entiers x, y, z tels que x + y = z. En effet, la partition 1, 2, 3, 4 convient, et c'est bien la seule car en appelant « bleu » la couleur de 1 et « vert » l'autre couleur, 2 doit être vert (car 1 + 1 = 2) donc 4 doit être bleu (car 2 + 2 = 4) donc 3 doit être vert (car 1 + 3 = 4).
- Il est impossible d'ajouter 5 à l'une des deux parties sans créer une somme x + y = 5 dans cette partie, car on aura 5 = 1 + 4 ou 5 = 2 + 3.

### Casc= 3
Montrons que S(3) est au moins égal à 14. Il existe une partition de {1, … ,13} en trois parties dont aucune ne contient trois entiers x, y, z tels que x + y = z, à savoir la partition suivante :
1,
2,
3,
4,
5,
6,
7,
8,
9,
10,
11,
12,
13.
On remarque qu'il est impossible d'ajouter 14, car selon la couleur du nombre 14, on prendra :
14 = 1 + 13 ou
14 = 2 + 12 ou
14 = 9 + 5. En recensant toutes les partitions analogues de {1, … ,13} (car ce n'est pas la seule de ce type) on s'apercevrait qu'on ne peut jamais ajouter 14. Par suite, S(3) = 14.

### Casc= 4 etc= 5
La détermination des nombres de Schur suivants est difficile. On a S(4) = 45, mais ce n’est qu’en 2017 qu’on a pu démontrer que S(5) = 161, par une démonstration occupant 2 Po (deux millions de milliards de caractères).

## Encombinatoire
Un autre théorème de Schur concerne le nombre de manières d'exprimer un entier naturel comme combinaison linéaire à coefficients entiers (positifs) d'un ensemble donné d'entiers premiers entre eux. Plus précisément, si {\displaystyle \{a_{1},\ldots ,a_{n}\}} est un ensemble de n entiers (strictement positifs et distincts) tels que PGCD{\displaystyle (a_{1},\ldots ,a_{n})=1}, alors le nombre {\displaystyle b_{m}} de n-uplets {\displaystyle (c_{1},\ldots ,c_{n})} d'entiers naturels tels que {\displaystyle m=c_{1}a_{1}+\cdots +c_{n}a_{n}} admet comme comportement asymptotique, quand {\displaystyle m} tend vers l'infini :
En particulier, pour tout ensemble {\displaystyle \{a_{1},\ldots ,a_{n}\}} d'entiers premiers entre eux, il existe une valeur de m telle que tout entier plus grand admet au moins une représentation comme combinaison linéaire de {\displaystyle a_{1},\ldots ,a_{n}}. Cette conséquence du théorème est en rapport avec le contexte plus familier du problème des pièces de monnaie de représenter un certain montant d'argent à l'aide de pièces de monnaie de valeur faciale donnée. Si ces valeurs faciales sont premières entre elles, comme 2 et 5, tout montant assez grand peut être représenté en utilisant uniquement ces pièces.

## Enthéorie des nombres
Schur a démontré en 1912 que :
- tout polynôme non constant {\displaystyle P\in \mathbb {Z} [X]} a une infinité de diviseurs premiers, c.-à-d. qu'il existe une infinité de nombres premiers divisant au moins une valeur {\displaystyle P(k)\neq 0}, avec {\displaystyle k\in \mathbb {Z} } ;
- pour tout entier {\displaystyle n>0} et tout sous-groupe H de (ℤ/nℤ)×, il existe un polynôme non constant {\displaystyle P\in \mathbb {Z} [X]} tel que pour presque tout diviseur premier p de P, la classe de p mod n appartient à H ;
- Si {\displaystyle m^{2}\equiv 1\mod n}, il existe une démonstration élémentaire de l'existence d'une infinité de nombres premiers dans la classe de m mod n.